# Carola de día, Carola de noche
Carola de día, Carola de noche es una película española de 1969 dirigida por Jaime de Armiñán y protagonizada por Marisol. Es, al mismo tiempo, la primera película de la etapa plenamente adulta de Marisol (fue la primera que estrenó como mayor de edad, 21 años en la época) y la última producida por Manuel Goyanes.

## Argumento
En un país desconocido triunfa la revolución. Carola (Marisol), hermosa joven, heredera del trono, huye a España, con las personas de su séquito, para salvar su vida.
Carola, vigilada por sus servidores, disfrazada para mantenerse dentro de lo posible en el anonimato, al estar amenazada por continuos intentos de asesinato, sometida a las puntillosas exigencias de su cargo, se aburre desesperadamente. Hasta que un día no puede soportar más el encierro y se escapa de su casa. Entonces descubre las delicias de pasear sola, sin que nadie le dicte lo que ha de pensar, decir o hacer, sin que nadie le obligue a seguir órdenes. Carola, por primera vez en muchos años, es feliz. Disfruta con las pequeñas cosas, con el placer del descanso, el valor del trabajo y el gusto de la libertad.
Conoce a Daniel (Tony Isbert), un joven español que trabaja en una sala de fiestas para pagarse los estudios, y ambos se enamoran, sin saber él del origen real de Carola, a quien cree una muchacha normal y corriente. Y como el poco dinero que trajeron de su país comienza a escasear, a espaldas de sus servidores decide ponerse a trabajar como cantante y bailarina en la sala de fiestas. Pero entonces un extraño hombre comienza a seguirla y vigilarla, y ella sospecha que es uno de los que trata de matarla. Para colmo de males, Daniel acaba enterándose de la verdad sobre Carola, y esto desata los acontecimientos...

## Críticas
La película resultó un fracaso de crítica y público. El propio director, Jaime de Armiñán, explicó en 1994 en su libro de memorias Diario en Blanco y Negro que «el guion de la película se le encargó para que sirviera como paso definitivo de niña a mujer de Marisol», pero Goyanes, el productor, «fue triturando el guion a su antojo». El periodista Javier Barreiro, que recogió las declaraciones de Jaime de Armiñán en el libro Marisol frente a Pepa Flores (Plaza & Janés, 1999) añade además que «la película tiene todos los fallos de ritmo que puedan imaginarse, el argumento carece de sentido, de continuidad y de posibilidad de entendimiento».

## Temas musicales
- Romance del reino perdido
- Una muchacha igual que todas
- En busca de Daniel
- En la sauna
- Encuentro en el Chez Nous
- Príncipe Anatolio
- ¿Qué vas a hacer esta noche?
- Tristán
- Colombiana
- Te amaré
- Recuerdo mi niñez
- Canción de la libertad
- Marcha de Aida

Las canciones aparecen acreditadas como que están compuestas por Palito Ortega, Armando Manzanero, Juan Carlos Calderón y las compositoras Gloria van Aerssen y Carmen Santonja en uno de sus primeros trabajos antes de formar el dúo Vainica Doble.
También participó Alfonso Sainz de Los Pekenikes en las versiones de Aida y Plaisir D'Amour.

## Reparto
- Marisol ..... Carola Jungbunzlav
- Tony Isbert ..... Daniel Rey
- José Sazatornil ..... Obrenovich
- Lilí Murati ..... Francisca
- Rafael Alonso ..... Garlig
- Mariano Vidal Molina ..... Mauricio
- Patty Shepard ..... Cuca
- Verónica Luján ..... Criada
- Emilio Laguna ..... Cocinero
- Jaime de Mora y Aragón ..... Conde Anatolio Fernando

- En pequeños papeles o cameos aparecen además muchos intérpretes y personajes famosos, a saber:
- Leo Anchóriz
- Amparo Baró
- Fernando Fernán Gómez
- José María Gironella
- Emilio Gutiérrez Caba
- Chicho Ibáñez Serrador, su cameo se debió a la coincidencia de que estaba rodando La residencia en un estudio cercano al rodaje de esta película de Marisol[1]
- Luis Morris
- Marisa Paredes
- Mónica Randall
- José María Rodero
- José Orjas
- Beni Deus
- Venancio Muro
- Teresa Hurtado
- José Luis Coll